# 2011 год в Израиле
2011 год в Израиле — хронологический список событий 2011 года, которые оставили заметный след в истории Израиля и в жизни его граждан.

## Лидеры
- Премьер-министр — Биньямин Нетаньяху.
- Президент — Шимон Перес.
- Начальник Генштаба ЦАХАЛа — Габи Ашкенази (до 14 февраля), Бени Ганц.
- Председатель Кнессета — Реувен Ривлин
- Правительство — Тридцать второе правительство Израиля.

## События
- 17 января — лидер Аводы Эхуд Барак и четверо других членов этой партии, объявили о создании новой «сионистской, либеральной и центристской» партии Ацмаут (независимость).[1][2]
- 1 февраля — премьер-министр Биньямин Нетаньяху отменил назначение Йоава Галанта на пост начальника Генерального штаба Цахала. Это было вызвано тем, что партия «Зелёное движение» подала в Верховный суд Израиля петицию, о захвате Галантом участка государственной земли возле его дома в мошаве Амикам.[3].
- лето: в «палаточных протестах» приняли участие многие тысячи израильтян.
- 4 октября — Нобелевская премия по химии присуждена израильскому учёному Дану Шехтману «за открытие квазикристаллов»[4].

### Террористические акции против израильских граждан
- 12 марта — Теракт в поселении Итамар, двое палестинских террористов зарезали Уди (37 лет) и Рут Фогель (36), и их детей: Йоава (11 лет), Эльада (4 года) и Адас (3 месяца). Ещё троим их детям удалось спастись.[5]
- 23 марта — Теракт на автобусной остановке в центре Иерусалима, гражданка Великобритании погибла, 39 человек получили ранения.[6][7][8]
- 4 апреля — израильский актёр и мирный активист, Джулиано Мер-Хамис наполовину еврей, на половину араб (христианин) был убит на территории Западного берега неизвестными в масках.[9]
- 7 апреля — Обстрел израильского школьного автобуса ракетой «Корнет», Даниэль Вильфих — ученик иешивы «Гейхал ха-Тора» скончался 17 апреля от ран.[10]

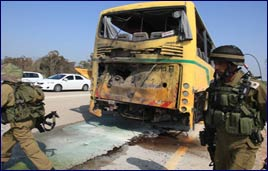
Обстрел израильского школьного автобуса ракетой «Корнет»
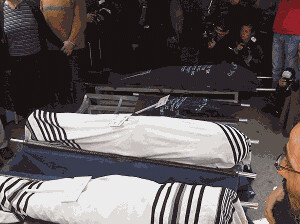
Похороны жертв погибших в в поселении Итамар

## Скончались
- 3 января — Йосеф Шилоах[англ.] (род. 1941) — израильский актёр, иранского происхождения.[11]
- 11 января — Зеэв Сегаль (род. 1947) израильский юрист и журналист.[12]
- 13 января — Тувья Фридман (род.1922) израильский охотник за нацистами.[13][14].
- 14 января — Давид Корен[англ.] (род. 1917) израильский политик.[15]
- 20 января — Соня Перес (род. 1923) жена президента Израиля Шимона Переса.[16]
- 10 февраля — Михаэль Харсегор[англ.] (род. 1924) израильский историк.[17]
- 24 февраля — Джеральд Кассель[англ.] (род. 1944) израильский журналист и писатель[18]
- 3 июня—Сэмми Офер, бизнесмен, магнат, меценат, один из самых богатых людей в Израиле[19]
- 4 октября — Ханан Порат (род. 1943), один из основателей движения Гуш Эмуним, депутат кнессета от правых партий[20]

## Основные праздничные и памятные даты
Все праздники начинаются с предшествующего вечера, а посты, как правило, дневные. Исключение составляют суточные посты Девятое Ава и Йом Киппур.
- Ту би-Шват — 20 января
- Пост Эстер — дневной пост 17 марта
- Пурим — 20 марта
- Шушан Пурим — 21 марта
- Пост первенцев — дневной пост 18 апреля
- Песах — 18-25 апреля
- Йом ха-Шоа — 2 мая
- Йом Ха-Зикарон — 9 мая
- Йом ха-Ацмаут — 10 мая (перенесённый)
- Лаг ба-Омер — 22 мая
- Йом Йерушалаим — 1 июня
- Шавуот — 8 июня
- Семнадцатое тамуза — дневной пост 19 июля
- Девятое Ава — 9 августа
- Рош Ха-Шана — 29-30 сентября
- Пост Гедалии — дневной пост 2 октября
- Йом Киппур — 8 октября
- Суккот и Холь ха-Моэд — 14-19 октября
- Симхат Тора — 20 октября
- Ханука — 21-28 декабря